# Svartberget (naturreservat, Dorotea kommun)
Svartberget är ett naturreservat i Dorotea kommun i Västerbottens län.
Området är naturskyddat sedan 2017 och är 1,6 kvadratkilometer stort. Reservatet omfattar toppartiet samt ost- och sydsluttningarna av Svartberget ner mot Sämsjön. Reservatet består av barrskog och stråk av öppna myrar.